# Ravenloft (cenário de campanha)
Ravenloft é um cenário de campanha para o jogo de RPG Dungeons & Dragons. Ravenloft é principalmente um cenário de terror gótico. Mestres são encorajados a usar cenas que constroem apreensão e medo, culminando no eventual encontro face-a-face com o mal sem nome.
Ravenloft é cercado por uma névoa mágica que pode aparecer em qualquer lugar no universo de Dungeons & Dragons, atraindo os malfeitores (ou personagens de jogadores) para o cenário, que é uma existência de tempo-espaço alternativo conhecida como uma dimensão de bolso chamada Semiplano do Pavor, que consiste em uma coleção de pedaços de terra chamados domínios reunidos por uma força misteriosa conhecida apenas como "Poderes das Trevas". Cada domínio é misticamente governado por um ser chamado de "Lorde das Trevas".
Nesse sentido, os atos dos personagens dos jogadores têm um significado muito maior, especialmente se forem moralmente impuros, pois correm o risco de vir sob a influência dos Poderes das Trevas. gradualmente se transformando em figuras malignas.
A primeira aparição do cenário foi em Ravenloft, um módulo de aventura para a 1.ª edição de Advanced Dungeons & Dragons, publicado em 1983. A aventura foi popular o suficiente para gerar um livro-jogo e uma sequência em 1986 (Ravenloft II: The House on Gryphon Hil). Ravenloft foi lançado como um cenário de campanha em 1990 para a segunda edição de AD&D, com uma coleção chamada Realm of Terror, popularmente conhecido como "Caixa Preta". O cenário foi revisado duas vezes durante a segunda edição - primeiro o Ravenloft Campaign Setting da "caixa vermelha" e, em seguida, como o livro Domains of Dread. Em 1994, Ravenloft transformou-se em sub-cenário chamado Masque of the Red Death, ambientado na Terra Gótica, uma versão de 1890 da Terra onde criaturas de fantasia existem apenas nas sombras da civilização. A "Caixa Preta" ganhou o Prêmio Origens em 1991 por Melhor Apresentação Gráfica de um Jogo de RPG, Aventura ou Suplemento de 1990.